# John Exley
John Onins Exley, Jr. (født 23. maj 1867, død 7. juli 1938) var en amerikansk roer, som deltog i to olympiske lege tidligt i 1900-tallet.

## Rokarriere
Exley var et fysisk pragteksemplar, hvilket blev observeret af en træner, der overtalte ham til at prøve rosporten. Han roede otter for Vesper Boat Club, der vandt det amerikanske mesterskab i 1900, 1902 og 1904. Otteren blev også udtaget til OL 1900 i Paris, hvor blot fem både deltog. Vesper vandt deres indledende heat (deres modstandere fuldførte ikke løbet), og i finalen vandt de en sikker sejr, seks sekunder foran den belgiske båd, mens en franske båd blev nummer tre. Bådens øvrige besætning bestod af William Carr, Harry DeBaecke, John Geiger, Edwin Hedley, James Juvenal, Roscoe Lockwood, Edward Marsh og Lou Abell (styrmand). Exleys præstation var så meget mere imponerende, idet han blot et par måneder inden OL var blevet skudt i en arm af landevejsrøver.
Fire år senere deltog han i OL 1904 i St. Louis, igen i otteren. Her var der kun to deltagende båd, Vesper samt canadiske Toronto Argonauts. Vesper genvandt guldet, da de kom i mål med et forspring på tre bådlængder. Ud over Exley var styrmand Abell gengangere fra Paris, og de øvrige guldvindere var Hunter Lott, Charles Armstrong, Jim Flanigan, Fred Cresser, Michael Gleason, Joe Dempsey og Frank Schell.
Exley fortsatte med at ro frem til 1912.

## Videre karriere
Exleys kropsbygning, der gav ham tilnavnet "The Iron Man", skyldtes hans opvækst på den amerikanske prærie, hvor han arbejdede med kvæg. Dette fortsatte han med til efter rokarrieren var slut, og han etablerede desuden et byggematerialefirma. Han fortsatte tilknytningen til sin sport som træner på hobbyplan.